# Луч (футбольный клуб, Минск)
«Луч» (бел. Прамень) — белорусский футбольный клуб из города Минска, основанный в 2012 году. В 2019 году объединился с могилёвским «Днепром» в ФК «Дняпро».
Наивысшее достижение клуба: победа в Первой лиге в сезоне 2017, позволившая в сезоне-2018 принять участие в Высшей лиге.

## Названия
- 2012—2013 — АЛФ-2007.
- 2014—2018 — «Луч».

## История
В 2007 году была основана АЛФ — независимая от БФФ любительская футбольная лига города Минска. Новая лига быстро набрала популярность, и в 2012 году руководство организации решило заявить сборную команду лиги в официальный чемпионат Минска. Так появилась команда АЛФ-2007.
В 2013 году АЛФ-2007 заявилась во Вторую лигу чемпионата Беларуси. В дебютном сезоне команда заняла 12 место из 13. В то же время команда сумела одержать победу в любительском Региональном Кубке Беларуси и добыла путевку на Кубок Регионов УЕФА.
В 2014 году спонсором клуба стал Минский часовой завод «Луч», клуб сменил название. Попав в группу А, «Луч» долгое время вел борьбу за место в первой четверке, которое давало возможность продолжать борьбу в финальном этапе. Только в последнем туре, благодаря победе над «Осиповичами» (4:0), команда обеспечила себе место в финале. Перед началом финального этапа минчане сыграли в квалификационном турнире Кубке Регионов УЕФА, где заняли последнее место, уступив во всех трех матчах. Начиная финальный этап Второй лиги на последней строке, «Луч» сумел одержать две победы и занять итоговое седьмое место.
Сезон 2015 команда начала неудачно, но с августа «Луч» выдал серию из 15 побед подряд, которая так и не была прервана вплоть до конца сезона. За это время минский клуб вышел в финальный этап со второго места в группе. В финальном этапе восемь побед позволили занять первую строчку. В результате «Луч» получил повышение в Первую лигу.
Осенью 2015 года «Луч» в финале Регионального Кубка Беларуси переиграл «Викторию» (3:0) и второй раз завоевал трофей.
За два года команда вышла в Высшую лигу, где после дебютного сезона в ней, «Луч» объединился с могилёвским «Днепром», сменив название на «Дняпро-МЧЗ» и юридический адрес — переехав в Могилёв. В сезоне-2019 команда покинула элитный дивизион и прекратила свое существование.

## Стадион
Свои домашние матчи клуб проводил на искусственном поле СОК «Олимпийский», расположенного по адресу ул. Сурганова, 2А.

## Достижения
- Победитель Второй лиги чемпионата Беларуси (2015).
- Победитель Первой лиги чемпионата Беларуси (2017).
- Обладатель Кубка регионов Беларуси — 2 раза (2013, 2015).

## Статистика выступлений
| Сезон | Лига                | И  | В  | Н  | П  | М       | О  | Место   | Прим.                                  | Кубок |
| ----- | ------------------- | -- | -- | -- | -- | ------- | -- | ------- | -------------------------------------- | ----- |
| 2013  | Вторая (Д3)         | 24 | 4  | 8  | 12 | 24 — 41 | 20 | 12 (13) | -                                      | 1/32  |
| 2014  | Вторая — А (Д3)     | 22 | 10 | 5  | 7  | 36 — 24 | 35 | 4 (12)  | -                                      | 1/64  |
| 2014  | Финальный этап (Д3) | 14 | 3  | 0  | 11 | 10 — 28 | 9  | 7 (9)   | -                                      | 1/64  |
| 2015* | Вторая — Б (Д3)     | 18 | 12 | 2  | 4  | 53 — 17 | 38 | 2 (10)  | Выход в Первую лигу                    | 1/32  |
| 2015* | Финальный этап (Д3) | 14 | 9  | 1  | 4  | 26 — 14 | 28 | 1 (8)   | Выход в Первую лигу                    | 1/32  |
| 2016  | Первая (Д2)         | 26 | 12 | 6  | 8  | 38 — 28 | 41 | 4 (14)  |                                        | 1/32  |
| 2017  | Первая (Д2)         | 30 | 22 | 7  | 1  | 73 — 33 | 63 | 1 (16)  | Выход в Высшую лигу                    | 1/16  |
| 2018  | Высшая (Д1)         | 30 | 4  | 12 | 14 | 24 — 44 | 24 | 13 (16) | Переезд в Могилёв по окончании сезона* | 1/16  |

* Первенство 2015 года проходило в 2 этапа. На втором этапе учитывалась часть показателей первого этапа. Общее количество проведённых командой матчей — 26.